# Zibido San Giacomo
Zibido San Giacomo é uma comuna italiana da região da Lombardia, província de Milão, com cerca de 5.413 habitantes. Estende-se por uma área de 24 km², tendo uma densidade populacional de 226 hab/km². Faz fronteira com Trezzano sul Naviglio, Buccinasco, Gaggiano, Assago, Rozzano, Noviglio, Basiglio, Lacchiarella, Binasco.

## Demografia
| Variação demográfica do município entre 1861 e 2011                               |
|                                                                                   |
| Fonte: Istituto Nazionale di Statistica (ISTAT) - Elaboração gráfica da Wikipedia |